# This Charming Man Records
This Charming Man Records (kurz TCM) ist ein deutsches Independent-Label, das 2011 gegründet wurde.

## Geschichte
Das Label wurde im Jahr 2011, nach dem gleichnamigen The-Smiths-Song benannt, von Christian Weinrich gegründet. Weinrich war bereits seit Mitte der 1990er Jahre in verschiedenen Bands aktiv gewesen, wodurch er Kontakte zu verschiedenen Musikern knüpfen konnte. Die Gründung des Labels hatte nach der Auflösung seiner letzten Band stattgefunden. Weinrich ist im Einkauf für den Plattenladen und Versandhandel bei Green Hell Records tätig. Seine beiden Chefs sind zudem Teilhaber bei This Charming Man Records. Diese Umstände erlauben ihm, die Infrastruktur von Green Hell Records auch für sein eigenes Label mitzunutzen. Bis auf die erste Publikation, eine Veröffentlichung der US-Band Black Sleep of Kali, stammten alle weiteren Sachen aus dem näheren Umfeld Weinrichs. Die zweite Veröffentlichung war eine von Blckwvs, der sich eine von Noem anschloss. Seit der fünften Veröffentlichung, dem Debütalbum von Kadavar, stieg die Bekanntheit des Labels zunehmend. Bands werden meist durch zugeschickte Demoaufnahmen oder durch Empfehlungen anderer Gruppen unter Vertrag genommen. Neben Kadavar gehören Die Nerven, Fjørt, Space Chaser und Mountain Witch zu den bekanntesten Gruppen des Labels.

## Veröffentlichungen (Auswahl)
- 2011: Kadavar – Kadavar
- 2011: Black Sleep of Kali – Our Slow Decay
- 2011: Blckwvs – 0140
- 2012: Die Nerven – Fluidum
- 2012: The Tidal Sleep – The Tidal Sleep
- 2012: Kadavar – Creature of the Demon
- 2012: Nothing – Embrace the Hatred
- 2013: The Moth – They Fall
- 2013: Space Chaser – Decapitron-EP
- 2013: Centuries – Broken Hyms
- 2013: The Lost Rivers – My Beatific Vision
- 2013: Freiburg – Aufbruch
- 2013: Messer – Die Unsichtbaren
- 2013: Mountain Witch – Cold River
- 2014: Night Shirts – Live from Queimada Grande
- 2014: Heat – Labyrinth
- 2014: Warm Graves – Ships Will Come
- 2015: See Through Dresses – See Through Dresses
- 2015: Bask – American Hollow
- 2015: Demon Head – Ride the Wilderness
- 2015: Sex Jams – Catch!
- 2016: Hey Ruin – Irgendwas mit Dschungel
- 2016: Oracles – Bedroom Eyes
- 2016: Insanity Alert – Moshburger
- 2016: Ånd – Aeternus
- 2016: Clowns – Destroy the Evidence
- 2017: Kosmonovski – Kosmonovski
- 2017: Toxic Shock – Twentylastcentury
- 2017: Wolf Mountains – Superheavvy
- 2018: Euternase – l'Amour
- 2018: Hysterese – Hysterese
- 2018: Pripjat – Sons of Tschernobyl
- 2018: Caffeine – Serac
- 2023: Karies – Tagträume an der Schaummaschine